# Собор Преображения Господня (Толшевский Спасо-Преображенский монастырь)
Собор Преображения Господня в Толшевском монастыре — православный храм Воронежской епархии. Расположен в поселке Толши, городской округ Воронеж Воронежской области.

## История
Спасо-Преображенская церковь находится на территории Толшевского монастыря. Монастырь известен с середины XVII века под названием Константиновская пустынь по имени первого отшельника Константина, поселившегося здесь в первой половине XVII века. Точная дата возникновения монастыря не определена, различные источники указывают разное время — от 1615 до 1646 года. В исследовании Петра Никольского, опубликованном в 1901—1902 годах, можно прочитать:
...В 40 верстах от недавно образованного города Воронежа, в дремучем лесу, покрывавшем берега реки Усмани, появился в начале XVII века ряд одиноких пчельников. Пчельник по имени Константин обратил место своего пчельника в пустынь. Оградой её на первых порах служил плетень пчельника, а кельи были если не дуплами, то незатейливыми избушками. Вместо церкви стояла часовня. Естественно, что монах-пчеловод посвятил эту часовню памяти покровителей пчеловодства св. Соловецких подвижников Зосимы и Савватия. Впоследствии и церковь была посвящена их именам.
Название монастыря Толшами, Толшевскими или Толщевскими указывает на те исполинские толщи деревьев, среди которых приютилась маленькая Константинова пустынь. В начале XVII века в соседстве с этой пустынью поселились боярские дети рода Паренаго и сделались устроителями монастыря в обычном значении этого слова. Они выстроили на берегу р.Усмани монастырские здания, выделив часть своей дачи, и все это передали Константиновскому братству для поминовения родителей их... Окончательное закрепление земель за монастырем произошло в 1684 году. Кроме того, в 1646 г. монастырю было дано в г.Усмани место «для осадного времени», т.к. временами монахам приходилось спасаться от татарских набегов в соседней крепости.
Первая деревянная церковь Толшевского монастыря была построена в 1694 году и с тех пор монастырь стал называться Спасо-Преображенским или Спасским. Другая деревянная церковь монастыря, освященная в честь Зосимы и Савватия, сгорела в сильном пожаре 1706 года. В 1752 году, по благословению воронежского владыки преосвященного Феофилакта (Губанова), вместо деревянного Спасо-Преображенского храма была заложена каменная церковь с двумя приделами: во имя Николая Чудотворца и во имя преподобных Зосимы и Савватия Соловецких. Церковь была освящена в 1759 году в честь Преображения Господня и сохранилась по сей день. Храм был великолепно расписан, обновлены иконостасы, сделана железная кровля. Позже была построена каменная колокольня. В 1799 году церковь перестроили. В 1832 году правый придел трапезной церкви вместо преподобных Зосимы и Савватия был освящен во имя святителя Митрофана. В 1884 году по проекту воронежского губернского архитектора В. Шебалина храм был вновь перестроен с главным престолом в честь Преображения Господня. Приделы в новой церкви были освящены: правый — в честь святителя Николая, а левый — во имя святителя Митрофана и Тихона. В 1885—1886 годах к храмовой части Преображенской церкви пристроили одноэтажную трапезную с помещениями для ризницы и библиотеки. Монастырская библиотека насчитывала немало книг XVII и XVIII веков.
После революции 1917 года монастырь был полностью разграблен. В 1932 году монастырь, а вместе с ним и церковь были закрыты. Территория со всеми постройками была передана Графскому заповеднику. В храме была размещена библиотека, а затем клуб. В июне 1994 года по благословению Священного Синода началось возрождение Толшевского Спасо-Преображенского монастыря, преобразованного в женский. Был заново отреставрирован разграбленный и изуродованный храм, у которого не сохранилось даже купола, заново расписаны его своды.

## Современный статус
В настоящее время Преображенская церковь Толшевского монастыря постановлением администрации Воронежской области N 850 от 14.08.95 г. является объектом исторического и культурного наследия областного значения.

## Фотографии

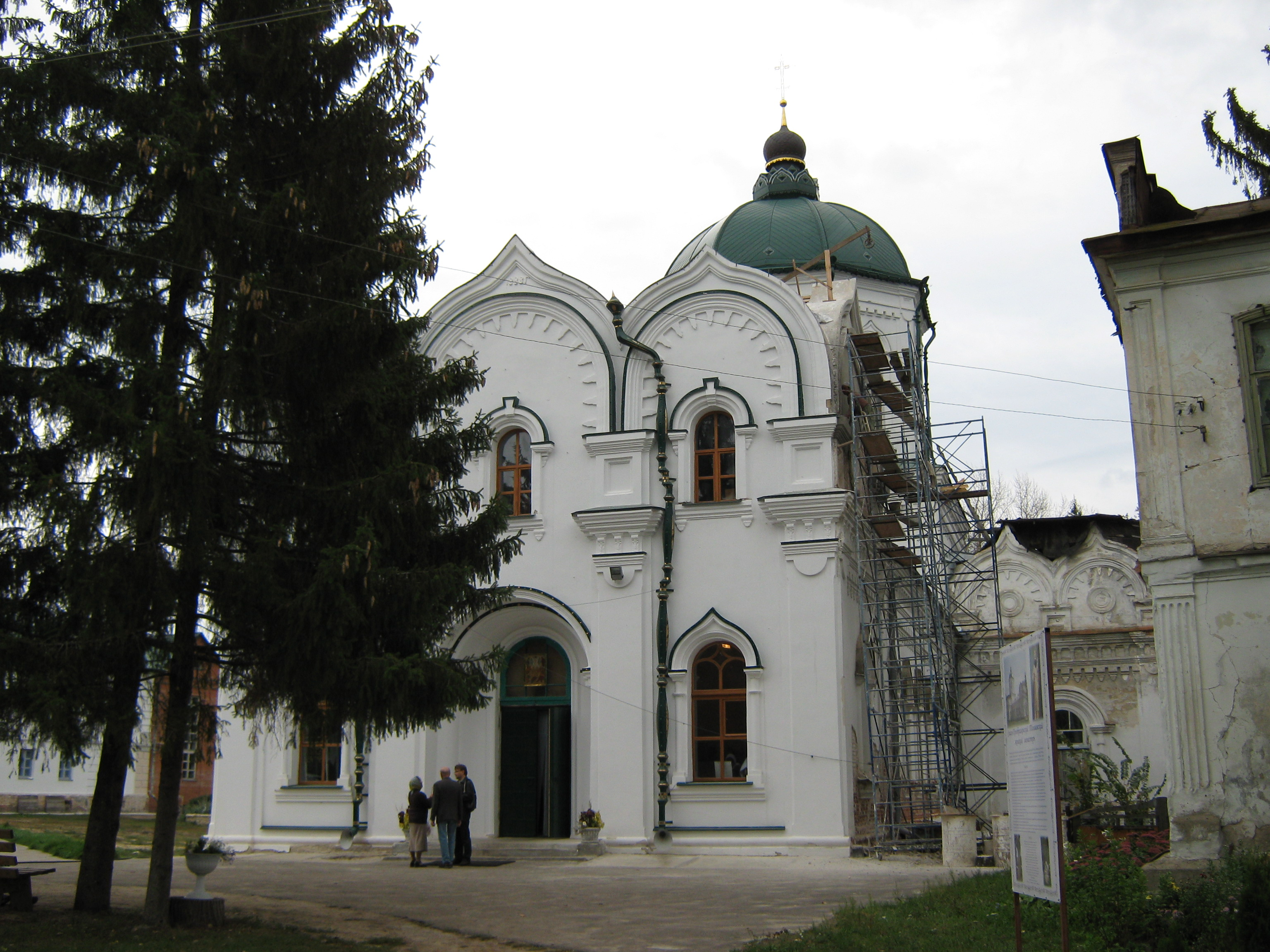
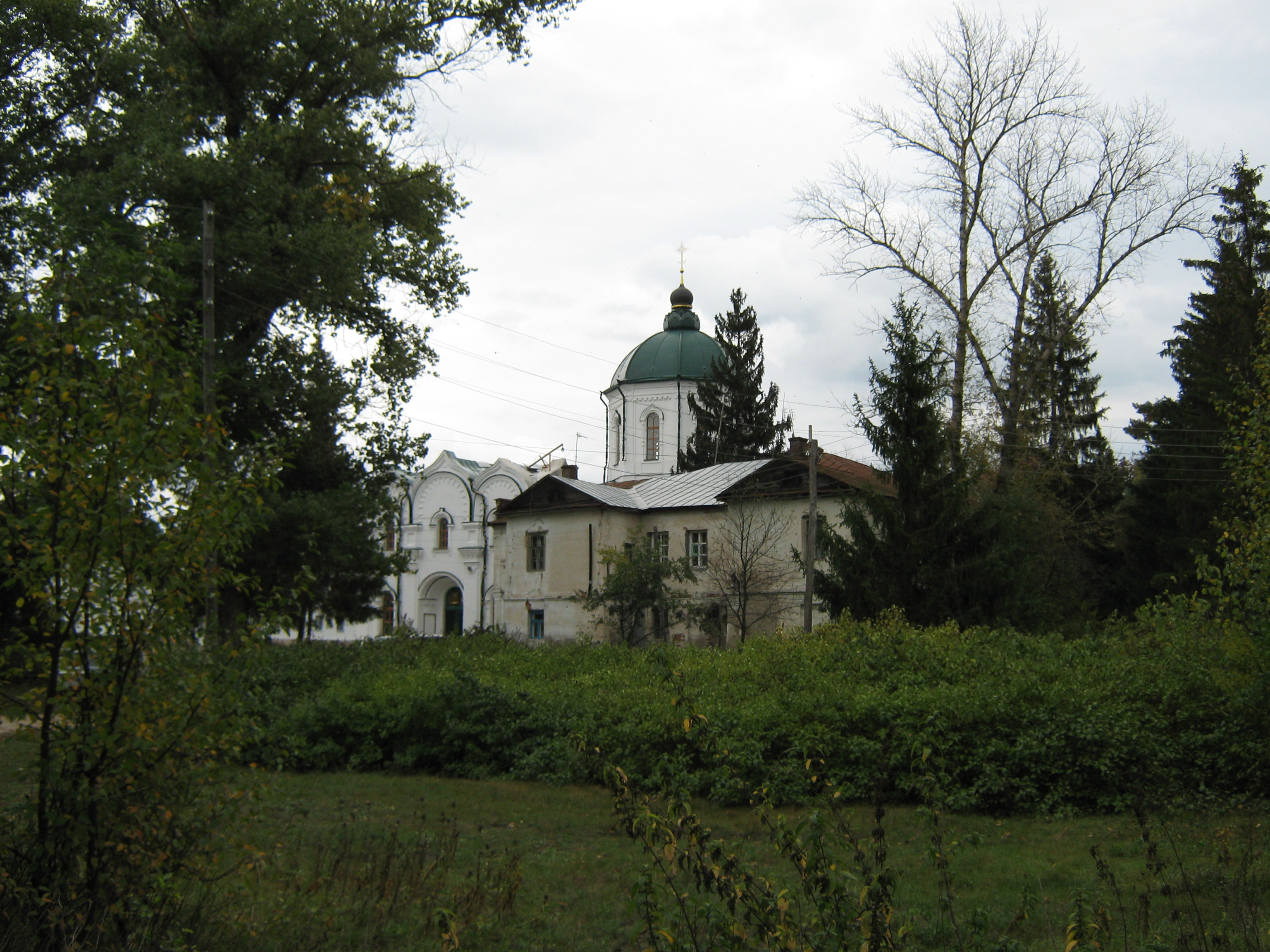